# Il viso pallido
Il viso pallido (The Paleface) è una comica muta scritta, diretta e interpretata da Buster Keaton.

## Trama
Hunt, il presidente di una compagnia petrolifera, si impadronisce con metodi disonesti dell'atto di proprietà delle terre abitate da una tribù di pellerossa intimando loro di lasciare la zona entro 24 ore. La prospettiva di dover abbandonare le proprie terre fa infuriare gli indiani, e il loro gigantesco capo ordina, per vendetta nei confronti degli uomini bianchi, di uccidere il primo viso pallido che penetrerà nel loro territorio. Ad entrare nel loro accampamento è un entomologo con tanto di reticella per acchiappare le farfalle. Gli ci vuole un po' a capire che gli indiani ce l'hanno proprio con lui e vorrebbero bruciarlo vivo ma, una volta compreso il rischio, scappa e ricorre a tutta una serie di stratagemmi per salvare la pelle. Ad un certo momento, di nascosto, indossa sotto i propri abiti una tuta d'amianto, così quando, finalmente, gli indiani lo catturano e tentano di bruciarlo, rimane illeso. I pellerossa lo scambiano allora per un semidio e lo nominano Piccolo Capo Viso Pallido. Alla testa della tribù, il nuovo capo si reca presso gli uffici della società petrolifera deciso a far valere le proprie ragioni nei confronti degli avidi affaristi che, in modo truffaldino, hanno sottratto l'atto di proprietà della terra ai pellerossa.
Nella sede della società scoppia una rissa durante la quale Hunt riesce a scappare. Inseguito dagli indiani e da Piccolo Capo Viso Pallido, Hunt cattura quest'ultimo e, sotto la minaccia della pistola, lo costringe a scambiare i vestiti, riuscendo così a fuggire. Tornato al villaggio, Piccolo Capo Viso Pallido scopre che nella tasca della giacca che adesso indossa, quella che era appartenuta ad Hunt prima dello scambio, si trova proprio l'atto di proprietà delle terre che, quindi, ritorna in mano ai legittimi possessori. Una volta salvata la tribù, l'ormai ex entomologo sceglie come moglie una graziosa fanciulla indiana.